# Rhizoctonia solani

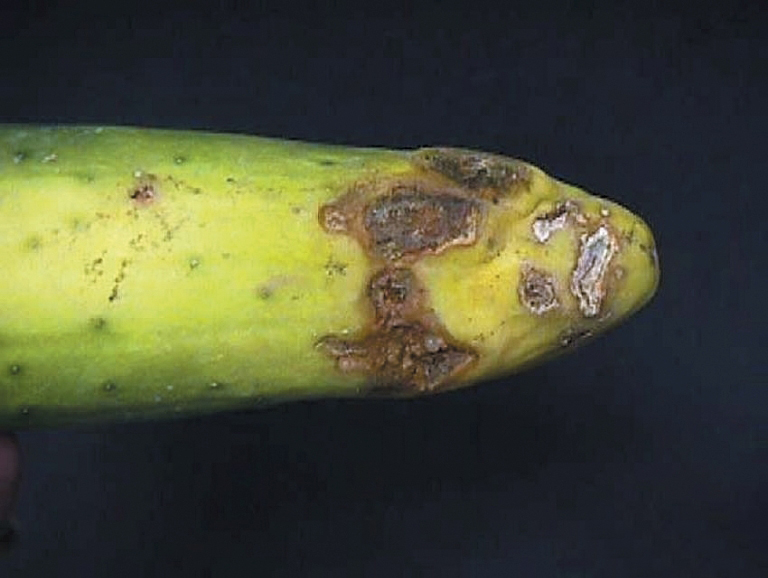
Objawy rizoktoniozy na ogórku

Rhizoctonia solani J.G. Kühn (strzępniczek pasożytniczy) – gatunek grzybów z rodziny podstawkorożkowatych (Ceratobasidiaceae). Pasożyt ponad 300 gatunków roślin. U roślin uprawnych wywołuje m.in.: zgorzel siewek, ostrą plamistość oczkową i rizoktoniozę ziemniaka. Przypisuje mu się także udział w powstawaniu fuzaryjnej zgorzeli bobu.

## Systematyka i nazewnictwo
Pozycja w klasyfikacji według Index Fungorum: Rhizoctonia, Ceratobasidiaceae, Cantharellales, Incertae sedis, Agaricomycetes, Agaricomycotina, Basidiomycota, Fungi.
Po raz pierwszy opisał go w 1883 r. Julius Gotthelf Kühn. Gatunek ten znany jest głównie w postaci anamorfy. Ma około 60 synonimów nazwy naukowej. Jednym z nich jest teleomorfa Thanatephorus cucumeris (A.B. Frank) Donk 1956.
Polską nazwę zaproponował Władysław Wojewoda w 2003 r. dla teleomorfy Thanatephorus cucumeris. Ponieważ jednak za nazwę naukową przyjęto nazwę anamorfy, polska nazwa jest z nią niespójna.

## Morfologia
Strzępki grzybni mają szerokość 5–11 μm i wielojądrowe komórki ze ścianami poprzecznymi. Młode rosną szybko i nie posiadają przy przegrodach przewężeń, starsze komórki stają się beczułkowate, z przewężeniami przy przegrodach. W przegrodach występują pory z obydwu stron osłonięte kapturkiem zwanym parentosomem. Sklerocja o barwie od brunatnej do czarnej, przeważnie o nieregularnym kształcie, zbudowane z silnie splecionych strzępek o krótkich, napęczniałych komórkach.
Podstawki beczułkowate o rozmiarach 9–25 × 5–6 μm. Bezbarwne bazydiospory elipsoidalne, o rozmiarach 5–14,5 × 4,8 μm.

## Cykl rozwojowy
Gatunek ten przebywa w glebie w postaci wegetatywnych strzępek lub przetrwalników zwanych sklerocjami. Grube ściany komórkowe przetrwalników pozwalają im przetrwać w glebie przez wiele lat. Zaczyna się rozwijać pod wpływem substancji chemicznych wydzielanych przez rosnącą roślinę lub powstających przy rozkładzie organicznych resztek roślinnych. Może wniknąć do rośliny zarówno przez naturalne otwory, jak i przez naskórek. Stykające się z rośliną strzępki patogena wywarzają appressoria i strzępki infekcyjne wnikające do ciała rośliny. W rozpuszczeniu kutykuli biorą udział wytwarzane przez patogena enzymy.
Anamorfa nie wytwarza żadnych zarodników. Teleomorfa nie tworzy owocników, a jedynie zarodniki płciowe bazydiospory powstające na sterygmach na jednokomórkowych podstawkach bezpośrednio na strzępkach. Wyrastające z bazydiospor haploidalne komórki łączą się z sobą, w wyniku czego powstaje diploidalna grzybnia zawierająca od 3 do 20 jąder.
W obrębie gatunku występują tzw. grupy anastomozowe. Osobniki należące do tej samej grupy mają zdolność porażania określonych tylko gatunków roślin i wykazują zgodność wegetatywną. Między strzępkami osobników należących do tej samej grupy dochodzi do wzajemnej fuzji.